# Justicia final
Justicia final (título original: Final Payback) es una película estadounidense de acción de 2001, dirigida por Art Camacho, que a su vez la escribió junto a Juan Rodriguez Flores, Samuel Oldham y Manuel Sanchez, musicalizada por Steve Yeaman, en la fotografía estuvo Andrea V. Rossotto y los protagonistas son Richard Grieco, Martin Kove y John Saxon, entre otros. El filme fue producido por Latin film group y se estrenó el 24 de abril de 2001.

## Sinopsis
Trata acerca de un expolicía que se encuentra incriminado en un homicidio que no perpetró, ahora él va a tratar de hallar al verdadero asesino.